# 푸키위키
푸키위키(PukiWiki, プキウィキ)는 PHP로 제작된 위키 엔진 중 하나로 yu-ji가 유키 히로시가 개발한 유키위키를 PHP로 이식한데에서부터 시작해 현재 푸키위키 개발 팀에서 1.4계열 버전까지 개발되었다.